# Mont Minthé
Pour les articles homonymes, voir Minthé.
Le mont Minthé (Μίνθη / Mínthê en grec) est situé dans le Sud de l'Élide, région occidentale du Péloponnèse en Grèce. Le mont se trouve entre les villes de Zacháro à l'ouest et Andrítsena à l'est. La vallée de la rivière Néda délimite sa frontière sud. Le sommet du mont Minthé est à une vingtaine de kilomètres à l'ouest de celui du mont Lycée.
Il culmine à une altitude de 1 345 m. Le mont est long d'environ 15 km d'ouest en est et large de 10 km.
Le géographe greco-romain Strabon témoigne déjà au Ier siècle de l'existence d'un mont Minthé en Élide, à l'est de l'antique cité de Pylos Lépréatique (distincte de Pylos dit Messenique plus au sud). Strabon indique que la nymphe Menthé, amante d'Hadès, serait la nymphe éponyme du mont. Strabon mentionne aussi l'existence d'un temple de Pluton adossé à la montagne même.
La base du mont est crayeuse.
Les forêts du mont Minthé ont lourdement souffert des feux de forêts de 2007.